# Kamel Louafi
 (septembre 2018).
Kamel Louafi né en 1952 à Batna en Algérie, est un paysagiste algéro-allemand, il a reçu le premier prix dans le concours international d'architecture et la réalisation des jardins de l'Exposition universelle EXPO 2000 à Hanovre.

## Biographie
Après avoir étudié la topographie a travaillé Kamel Louafi  de 1974 à 1978 en Algérie. Il a commencé à étudier l'architecture du paysage à l'université technique de Berlin en 1980 et a appris l'allemand en 1980 à Berlin.
De 1986 à 1996, il a travaillé en tant que paysagiste sur divers projets au Luxembourg et à Berlin. Il est membre de la chambre des architectes de Berlin et a fondé le bureau d'architecture de paysage Kamel Louafi en 1996.
En 2000, il a conçu plus de 600 000 m2 de surfaces végétales, minérales et symboliques.
Il a par ailleurs elaboré la Königsplatz à Cassel en 2003, Le Jardin de Bocage à Brême (2004) et l'Opernplatz à Hanovre (2007). Mais il a également conçu le jardin des Quatre - Fleuves et la salle de réceptions dans les jardins du monde à Marzahn (2005 et 2009), une réorganisation du parc Valkeniersweide à Rotterdam (2003) et les jardins à Abu Dhabi, au Qatar et en Arabie saoudite.

## Réalisations
- Exposition Jardins du Monde EXPO 2000, Hanovre (1996-2000)
- Cours et terrasses de la DAB , Berlin (2000)
- Seemansgarten IGA , Rostock (2001)
- Mosquée Cheikh Zayed, Abou Dabi (2002-2003)
- Königsplatz, Cassel (2003-2004)
- Jardin oriental, Berlin (2004-2005)
- Aéroport du parc Bocage-Est, Brême (2008-2009)
- Place de l'Opéra, Hanovre (2008-2010)
- Place de la Résistance, Esch-sur-Alzette (2012)
- Les jardins des Zibans, Biskra[2]